# ZrT TrackMania Cup 2020
La ZrT TrackMania Cup 2020 est la huitième édition de la ZrT TrackMania Cup, la compétition internationale d'esport annuelle sur le jeu TrackMania organisée par ZeratoR. Les qualifications ont lieu les 18 et 19 juillet 2020 et la grande finale a lieu le 26 juillet 2020.
La finale de l'édition 2020 était initialement prévue à l'Accor Arena mais, en raison de la pandémie de Covid-19, ZeratoR annonce le report de l'édition à l'Accor Arena en 2021. L'édition se jouera alors intégralement en ligne.
Cette édition 2020, qui est la septième édition se jouant en solo, sera remportée par Gwen. Il devance CarlJr (tenant du titre en solo et vainqueur de l'édition 2019 en duo). Le podium est complété par Bren (vainqueur de l'édition 2019 en duo et 2e de l'édition 2018 en solo) et Aurel (finaliste de l'édition 2019 en duo et 4e de l'édition 2018 en solo), tous deux troisièmes.
Environ 140 000 personnes en ligne sur Twitch, ont regardé la Grande Finale du 26 juillet.

## Circuits
Pour cette édition, ZeratoR a réalisé 18 circuits  :
| Nom                                    | Record du monde        |
| -------------------------------------- | ---------------------- |
| #1 - Noëlaboratoire                    | 00:35.284 ( CarlJr)    |
| #2 - L'arène des neiges                | 00:52.299 ( Tjalic.BS) |
| #3 - Les Alpes du EZ                   | 00:40.662 ( Bren)      |
| #4 - Chimère Sixtine                   | 00:40.376 ( matt)      |
| #5 - Champadaire                       | 00:48.929 ( Tjalic.BS) |
| #6 - AléroGlace                        | 00:40.637 ( Tjalic.BS) |
| #7 - Sakureau                          | 00:45.414 ( CarlJr)    |
| #8 - Bet-Ice                           | 00:45.235 ( Tjalic.BS) |
| #9 - Z party                           | 00:37.591 ( TweenTM)   |
| #10 - Pélitence                        | 02:22.144 ( Bren)      |
| #11 - N'Golo cactus                    | 00:54.777 ( Gwen_TM)   |
| #12 - Raie Montagne                    | 00:56.278 ( CarlJr)    |
| #13 - Fermadaire                       | 00:49.385 ( Gwen_TM)   |
| #14 - 2 Dents 3 Mouvements             | 00:52.337 ( Tjalic.BS) |
| #15 - Tony Choke Pro Jumper            | 00:56.202 ( XerarTM)   |
| #16 - Caviolette                       | 00:43.436 ( XerarTM)   |
| #17 - Lore of the rings                | 00:26.807 ( WosileTM)  |
| #18 - Des drapeaux et un mur invisible | 00:51.965 ( Badlulu)   |

## Compétition[4]

### Qualifications
| Tour                | Mode   | Format                   | Joueurs en lice | Joueurs qualifiés au tour suivant |
| ------------------- | ------ | ------------------------ | --------------- | --------------------------------- |
| Round #1            | Rounds | 30 poules de 182 joueurs | 2787            | 2550 (top 85 de chaque poule)     |
| Round #2            | Rounds | 20 poules de 128 joueurs | 2550            | 1280 (top 64 de chaque poule)     |
| Round #3            | Rounds | 16 poules de 80 joueurs  | 1280            | 640 (top 40 de chaque poule)      |
| Round #4            | Rounds | 8 poules de 80 joueurs   | 640             | 320 (top 40 de chaque poule)      |
| Round #5            | Rounds | 4 poules de 80 joueurs   | 320             | 160 (top 40 de chaque poule)      |
| Round #6            | Rounds | 4 poules de 40 joueurs   | 160             | 64 (top 16 de chaque poule)       |
| Round #7            | Rounds | 4 poules de 16 joueurs   | 64              | 32 (top 8 de chaque poule)        |
| Huitièmes de finale | Rounds | 4 poules de 8 joueurs    | 32              | 16 (top 4 de chaque poule)        |
| Quarts de finale    | Rounds | 4 poules de 4 joueurs    | 16              | 8 (top 2 de chaque poule)         |

### Grande Finale
| Chapeau 1               | Chapeau 2                  |
| ----------------------- | -------------------------- |
| Bren CarlJr. Papou Gwen | Yannex Aurel Badlulu Xerar |

#### Demi-finales
Les demi-finales se sont jouées en format Coupe. Dans ce format, le joueur doit, au fil des courses obtenir 120 points, ce qui lui permet d'obtenir le statut de Finaliste. Le barème des points est le suivant : 1er = 10 pts / 2e = 6 pts / 3e = 4 pts / 4e = 3 pts.
Une fois le statut de finaliste atteint, le joueur doit finir premier d'une course pour obtenir le statut de Vainqueur', synonyme de qualification pour la finale.
| Rang | Joueur | Points    |
| ---- | ------ | --------- |
| 1    | Bren   | Vainqueur |
| 2    | Aurel  | Vainqueur |
| 3    | Papou  | Finaliste |
| 4    | Xerar  | 115       |

| Rang | Joueur  | Points    |
| ---- | ------- | --------- |
| 1    | Gwen    | Vainqueur |
| 2    | CarlJr  | Vainqueur |
| 3    | Badlulu | 86        |
| 4    | Yannex  | 70        |

#### Finale
La Finale s'est jouée en mode Coupe, comme pour les demi-finales. Le nombre de points à atteindre pour devenir Finaliste est de 120 et le barème des points est le suivant : 1er = 10 pts / 2e = 6 pts / 3e = 4 pts / 4e = 3 pts.
Une fois le statut de finaliste atteint, le joueur doit finir premier d'une course pour obtenir le statut de Vainqueur, synonyme de victoire de la finale.
Seule la 2e place est jouée. Ainsi, lorsque deux joueurs obtiennent le statut de vainqueur, les deux autres sont 3e égalité.
| Rang               | Joueur | Score         | Récompense |
| ------------------ | ------ | ------------- | ---------- |
| Médaille d'or      | Gwen   | 1er Vainqueur | 1010€      |
| Médaille d'argent  | CarlJr | 2d Vainqueur  | 505€       |
| Médaille de bronze | Bren   | Finaliste     | 252,5€     |
| Médaille de bronze | Aurel  | Finaliste     | 252,5€     |